# Aerva brachiata
Aerva brachiata är en amarantväxtart som först beskrevs av Carl von Linné, och fick sitt nu gällande namn av Carl Friedrich Philipp von Martius. Aerva brachiata ingår i släktet Aerva och familjen amarantväxter. Inga underarter finns listade i Catalogue of Life.